# Piper mansericheanum
Piper mansericheanum är en pepparväxtart som beskrevs av William Trelease. Piper mansericheanum ingår i släktet Piper och familjen pepparväxter. Inga underarter finns listade i Catalogue of Life.